# مون کیونگ ها
مون کیونگ‌ها (انگلیسی: Moon Kyeong-ha؛ زادهٔ ۲۹ مهٔ ۱۹۸۰) بازیکن هندبال اهل کره جنوبی است.